# Diego Antonio Reyes Rosales
Diego Antonio Reyes Rosales (nascut el 19 de setembre de 1992) és un futbolista professional mexicà que juga com a defensa central pel FC Porto, i per la selecció mexicana.
Començà a destacar al Club America passant més tard al Porto. El 31 d'agost de 2016, Reyes fou cedit al RCD Espanyol per un any, amb opció a compra.
Ha estat internacional amb Mèxic en categories inferiors, i absoluta.